# Élections législatives hongroises de 1994
Les élections législatives hongroises de 1994 ont lieu les 8 et 29 mai 1994 afin d'élire, en deux tours, les 386 représentants de l'Assemblée nationale de Hongrie pour la période 1994-1998. Le deuxième tour du scrutin ne concernait que les postes de 174 des 176 députés dans les circonscriptions uniques. Il s'agit du deuxième exercice électoral après la chute du gouvernement communiste,.
Ces élections permettent le retour au pouvoir du Parti socialiste hongrois (MSZP), successeur du Parti socialiste ouvrier hongrois (MSZMP), dirigé par Gyula Horn. Le MSZP fait un retour remarqué, obtenant la majorité absolue avec 209 des 386 sièges de l'Assemblée, une augmentation de 179 députés par rapport aux élections législatives de 1990. Jusque-là, aucun autre parti hongrois n'avait remporté autant de sièges lors d'élections libres.
De son côté, le Forum démocrate hongrois (MDF), au pouvoir, subit une cuisante défaite, se classant troisième, perdant 165 sièges et ne parvenant à conserver qu'un total de 38 sièges. Bien qu'elle ait pu conserver son rôle d'opposition, l'Alliance des démocrates libres (SZDSZ) ne réussit à tirer parti de l'impopularité du gouvernement et subit une défaite décevante, perdant de nombreux sièges. Les mauvaises performances économiques, l'incompétence apparente du gouvernement et la nostalgie de l'ère communiste pour la sécurité sociale sont les principales raisons de ces résultats, ainsi qu'une réforme importante des politiques socialistes, comme un engagement à développer l'économie de marché et l'indemnisation des victimes du régime communiste.
Même si le MSZP obtient la majorité absolue, le Premier ministre nouvellement élu Gyula Horn choisit de former un gouvernement de coalition avec le SZDSZ, ce qui donne à son gouvernement un quorum parlementaire des deux tiers. De cette façon, Horn atténue l'atmosphère interne tendue et évite une réaction internationale négative à la victoire électorale d'un ancien parti communiste. De la même manière, la présence libérale dans la coalition gouvernementale permet à Horn, de tendance social-démocrate, de faire passer une partie de son agenda réformiste sans avoir à s'entendre avec l'aile la plus à gauche de son propre parti.

## Contexte
Lors des premières élections libres en Hongrie depuis la fin du communisme, en 1990, l'ancien parti unique, devenu le Parti socialiste hongrois (MSZP), est largement défait et l'élection est remportée par le nouveau Forum démocrate hongrois (MDF). Celui-ci forme un gouvernement de centre-droit avec le Parti populaire démocrate-chrétien (KDNP) et le Parti indépendant des petits propriétaires (FKGP), avec à sa tête József Antall. Cependant, celui-ci meurt du cancer en cours de mandat, le 12 décembre 1993 et est remplacé par son ministre de l'Intérieur, Péter Boross.
Au pouvoir, le MDF tente d'implanter une économie de marché basée sur la propriété privée, mais la transition est plus difficile qu'anticipée. Les taux d'intérêt, d'inflation et de chômage augmentent énormément et provoquent un mécontentement généralisé au sein de la population. Il doit répondre des maux économiques persistants malgré des réformes et est victime d'autres facteurs qui affectent sa popularité, tels que la division interne du parti, la mort du populaire Premier ministre József Antall et une série de scandales de corruption liés à l'immobilier et à la finance. Ceci favorisant conséquemment les socialistes.
Fondamentalement, tous les partis prônaient une extension de la place accordée à la privatisation, les différences étant dans le rythme et les moyens pour y parvenir, afin d'éviter des effets négatifs, tels qu'une hausse de l'inflation (à l'époque à 22 %) et du chômage (alors à 13 %) et une baisse de la production industrielle. Dans le domaine des affaires étrangères, bien qu'avec des modèles d'intégration différents, les candidats soutiennent tous l'entrée de la Hongrie dans l'Union européenne et dans l'OTAN.
Pendant la campagne, Guyla Horn du Parti socialiste hongrois (MSZP) fait écho à la proposition de la faction libérale de son parti d'un pacte social entre le gouvernement, les syndicats et les employeurs pour fixer les prix, les salaires et d'autres politiques pendant la période de réforme du libre marché.

## Campagne

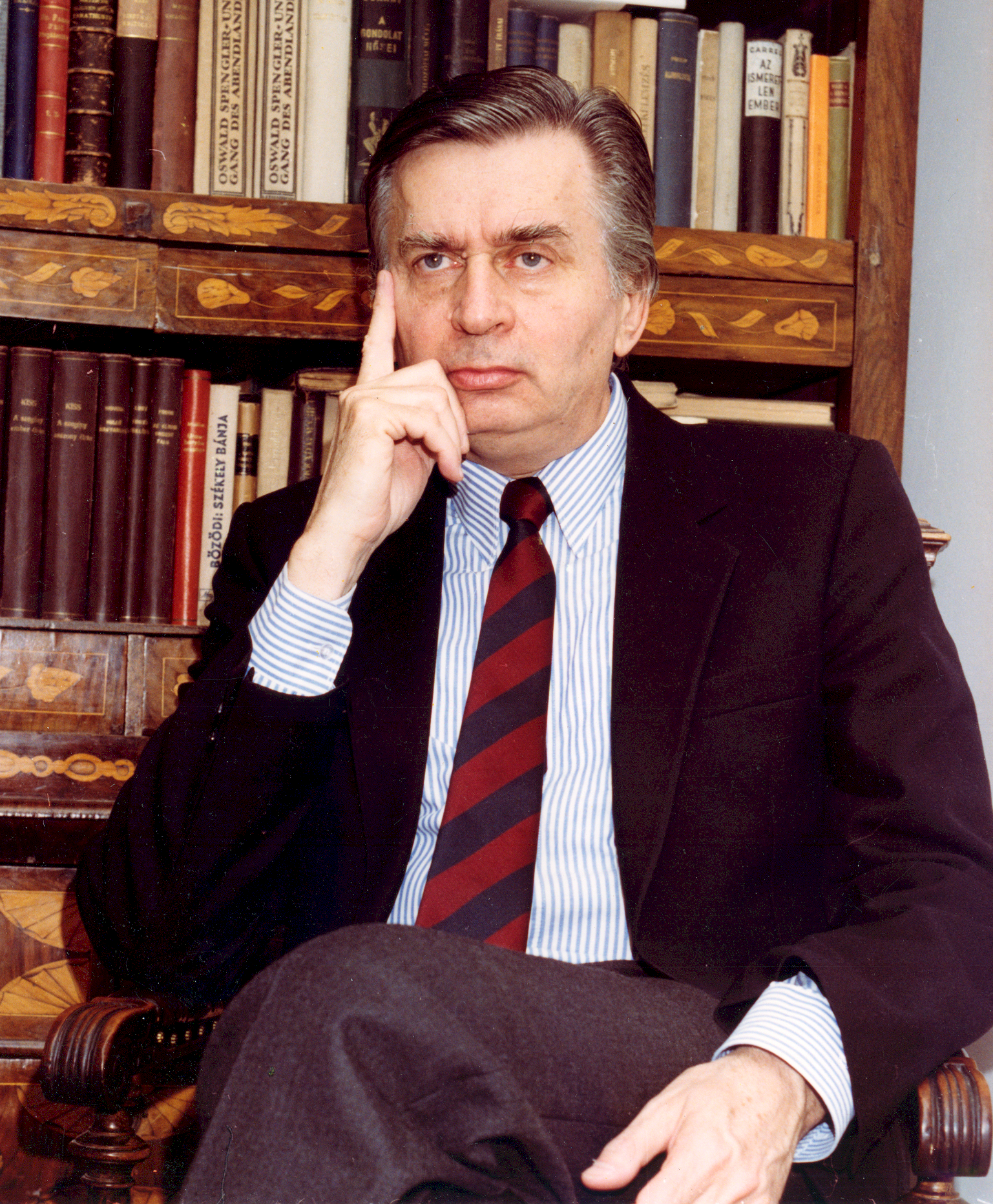
Le Premier ministre József Antall était très populaire dans la population malgré la crise économique qui se dessinait dans le pays.

La nostalgie de la sécurité sociale lors de la période communiste accroît l'attrait du Parti socialiste hongrois (MSZP) parmi la population. Selon une enquête menée au début de 1994, le facteur le plus important derrière le soutien au MSZP était la conviction que « les choses allaient mieux à l'époque où il y avait des emplois et une existence sûre ». Les socialistes exploitent par ailleurs le mécontentement de la population. Dans une annonce publiée au début de 1994, Gyula Horn promettait que son parti relèverait le niveau de vie de la plupart des couches de la population. Au cours de la campagne, cependant, la politique économique du parti est devenue de plus en plus influencée par László Békesi, l'expert en économie du parti et ancien ministre des Finances.
Békesi injecte un sens du réalisme dans la politique économique du MSZP en arguant que « le parti ne peut fonder sa politique sur l'attitude sociale largement répandue selon laquelle le Hongrois moyen était mieux loti sous le régime Kadar (ex-communiste) ». Le programme économique du parti évitait donc l'économie d'État communiste et soutenait l'expansion continue du secteur privé. Il promet également d'achever le processus d'indemnisation des victimes du communisme, de restaurer les propriétés confisquées aux églises et de maintenir le rythme du programme de privatisation. Dans son engagement général envers l'économie de marché, le programme officiel du MSZP différait quelque peu de ceux de ses principaux rivaux. Le parti a comme slogan principal : « Laisser les experts régner ».
Les campagnes des autres partis politiques n'ont pas su être attrayantes et jouir suffisamment de crédibilité. Par exemple, au lieu d'affronter le MSZP sur les questions économiques, le Forum démocratique hongrois opte pour une campagne axée sur les questions morales. La campagne du MDF souligne son rôle de parti chrétien incarnant les valeurs nationales hongroises et met l'accent sur le passé communiste des dirigeants du MSZP. L'implication antérieure du MDF dans la spéculation immobilière et sa tentative d'imposer des contrôles aux médias avant les élections affectent grandement la performance du parti. La mort du Premier ministre József Antall en décembre 1993 et la succession de Péter Boross affaiblissent également la campagne du MDF. Alors que le MSZP maintient un front uni en raison des traditions de discipline du parti et d'une direction centrale forte héritée de la période communiste, son rival, le MDF souffre de rivalités et de défections parmi ses membres. Le MDF était coincé entre son aile gouvernementale, qui comprenait principalement des politiciens conservateurs et pragmatiques, et son aile du parti composée principalement de nationalistes et de populistes.
Les changements récents dans la direction du parti ajoutent à la confusion quant à son orientation idéologique qui oscillait sur la politique économique entre individualisme radical et remèdes corporatistes. L'âpre dispute au sein du Parti civique indépendant des petits propriétaires et des travailleurs agraires (FKgP), ancien allié de la coalition du MDF, est probablement à l'origine de sa défaite lors de cette élection.
L'effondrement le plus spectaculaire de tous les partis de la campagne électorale concerne l'Alliance des jeunes démocrates (FIDESZ), parti qui était alors en tête de tous les sondages d'opinion réalisés en 1993. Sa participation au sein d'une future coalition gouvernementale apparaissait assurée. Cependant, la réputation du FIDESZ en tant que parti de jeunes politiciens intègres subit un revers majeur avec les révélations de pratiques commerciales louches. Le FIDESZ semble en outre incapable de décider s'il joindrait une coalition dirigée par le MDF ou le SZDSZ.

## Système électoral
L'Assemblée nationale (Országgyűlés) est le Parlement monocaméral de la république de Hongrie. Elle se compose de 386 députés, élus pour une législature de quatre ans au suffrage universel direct selon un mode de scrutin mixte : 
- 176 députés sont élus au scrutin uninominal majoritaire à deux tours
- 128 députés sont élus au scrutin proportionnel plurinominal dans les comitats ;
- 82 députés sont désignés au scrutin proportionnel plurinominal par compensation au niveau national.

### Modalités
- Le nombre de sièges attribué à chaque province est parfaitement proportionnel au poids de sa population dans celle du pays. Il y a en moyenne un député pour 26 000 habitants.
- Pour être nommé candidat dans l'un des 176 districts individuels, il est nécessaire de recueillir au moins 750 signatures de soutien au sein de ce district. Chaque personne ayant le droit de vote reçoit une formule d'appui préélectorale qui ne peut être donnée qu'à un seul candidat en guise de soutien.
- Le pays est divisé en 20 provinces qui constituent les circonscriptions électorales des listes de partis. Pour qu'un parti puisse présenter une liste dans la province, il doit d'abord obtenir des candidats individuels dans au moins 25 % des circonscriptions individuelles de cette province.
- Les partis qui parviennent à présenter des candidats dans au moins sept provinces peuvent également désigner des candidats pour la liste nationale. Cette liste n'est pas votée mais sert ensuite à répartir proportionnellement le vote dit « excédentaire », c'est-à-dire celui qui n'a pas suffi à obtenir un député. Tous les « votes excédentaires » des partis sont additionnés et les 58 sièges réservés à la liste nationale sont répartis proportionnellement entre eux. Pour obtenir des sièges de cette manière, il faut avoir franchi la barrière des 4 % du total national des suffrages exprimés.
- Une même personne peut être candidate dans les trois circonscriptions : locale, provinciale et nationale. (Toutes les principales figures des partis sont présentées sur cette liste en plus des deux autres, puisque le système assure que les premiers noms de cette liste ont les meilleures chances d'être désignés).
- Pour être représenté au Parlement, un parti a besoin de 4 % des suffrages exprimés au niveau national. Cela ne s'applique bien sûr pas aux candidats des circonscriptions individuelles, qui obtiennent leurs sièges non pas en tant que membres du parti mais en tant que représentants personnels.
- Le vote est valable au premier tour si la participation est d'au moins 50 % et si dans les différentes circonscriptions un candidat obtient plus de 50 % des suffrages exprimés. Les candidats qui se présentent au second tour dans les circonscriptions individuelles sont ceux qui ont obtenu plus de 15 % des voix ou, s'il n'y en a pas au moins deux dans cette situation, les trois avec le plus de voix se présentent. Au second tour, une participation de 25 % suffit.
- Dans les 176 circonscriptions individuelles, le candidat qui reçoit le plus de voix est élu. En cas d'égalité au second tour, les élections dans la circonscription seront répétées. Il ne s'agit pas d'un troisième tour mais d'une répétition de l'ensemble du processus.
- Dans les 20 circonscriptions provinciales, l'attribution des députés à chaque liste de parti s'effectue avec une répartition proportionnelle suivant une variante de la méthode Droop.

## Forces en présence
| Parti | Parti                                                                     | Idéologie                                                  | Chef de file                    | Résultats en 1990           |
| ----- | ------------------------------------------------------------------------- | ---------------------------------------------------------- | ------------------------------- | --------------------------- |
|       | Forum démocrate hongrois Magyar Demokrata Fórum (MDF)                     | Centre droit Démocratie chrétienne, conservatisme          | Péter Boross (Premier ministre) | 24,7 % des voix 164 députés |
|       | Alliance des démocrates libres Szabad Demokraták Szövetsége (SZDSZ)       | Centre Social-libéralisme, libéralisme économique          | Gábor Kuncze                    | 21,4 % des voix 92 députés  |
|       | Parti indépendant des petits propriétaires Független Kisgazdapárt (FKGP)  | Droite Agrarisme, nationalisme, conservatisme              | József Torgyán                  | 11,7 % des voix 44 députés  |
|       | Parti socialiste hongrois Magyar Szocialista Párt (MSZP)                  | Centre gauche Social-démocratie, europhilie                | Gyula Horn                      | 10,9 % des voix 34 députés  |
|       | Fidesz – Parti civique hongrois Fidesz – Magyar Polgári Párt (Fidesz-MPP) | Centre droit Conservatisme, démocratie chrétienne          | Viktor Orbán                    | 8,9 % des voix 24 députés   |
|       | Parti populaire démocrate-chrétien Kereszténydemokrata Néppárt (KDNP)     | Centre droit National-conservatisme, démocratie chrétienne | László Surján                   | 6,5 % des voix 21 députés   |

## Résultats
|                        |                                                   |                     |                     |                     |                     |                     |                     |                     |                     |                       |                       |                       |                       |         |              |               |  |
| Partis                 | Partis                                            | Scrutin majoritaire | Scrutin majoritaire | Scrutin majoritaire | Scrutin majoritaire | Scrutin majoritaire | Scrutin majoritaire | Scrutin majoritaire | Scrutin majoritaire | Scrutin proportionnel | Scrutin proportionnel | Scrutin proportionnel | Scrutin proportionnel | S. Nat. | Total Sièges | +/-           |  |
| Partis                 | Partis                                            | 1er tour            | 1er tour            | 1er tour            | 2e tour             | 2e tour             | 2e tour             | Total               | +/-                 | Scrutin proportionnel | Scrutin proportionnel | Scrutin proportionnel | Scrutin proportionnel | S. Nat. | Total Sièges | +/-           |  |
| Partis                 | Partis                                            | Voix                | %                   | S.                  | Voix                | %                   | S.                  | Total               | +/-                 | Voix                  | %                     | +/-                   | S.                    | S. Nat. | Total Sièges | +/-           |  |
|                        | Parti socialiste hongrois (MSZP)                  | 1 688 835           | 31,27               | 2                   | 1 943 758           | 45,35               | 147                 | 149                 | 147                 | 1 781 504             | 32,99                 | 22,10                 | 53                    | 7       | 209          | 175           |  |
|                        | Alliance des démocrates libres (SZDSZ)            | 1 005 658           | 18,62               | 0                   | 1 221 069           | 28,49               | 16                  | 16                  | 19                  | 1 065 889             | 19,74                 | 1,65                  | 28                    | 25      | 69           | 23            |  |
|                        | Forum démocrate hongrois (MDF)                    | 649 872             | 12,03               | 0                   | 639 866             | 14,92               | 5                   | 5                   | 109                 | 633 770               | 11,74                 | 12,99                 | 18                    | 15      | 38           | 126           |  |
|                        | Parti indépendant des petits propriétaires (FKGP) | 425 346             | 7,88                | 0                   | 252 405             | 5,89                | 1                   | 1                   | 10                  | 476 272               | 8,82                  | 2,92                  | 14                    | 11      | 26           | 18            |  |
|                        | Parti populaire démocrate-chrétien (KDNP)         | 397 873             | 7,37                | 0                   | 126 616             | 2,95                | 3                   | 3                   | en stagnation       | 379 523               | 7,03                  | 0,57                  | 5                     | 14      | 22           | 1             |  |
|                        | Fidesz-Parti civique hongrois (Fidesz)            | 416 116             | 7,70                | 0                   | 29 391              | 0,69                | 0                   | 0                   | 4                   | 379 344               | 7,02                  | 1,93                  | 7                     | 13      | 20           | 4             |  |
|                        | Parti ouvrier hongrois (MMP)                      | 177 416             | 3,28                | 0                   | 6 268               | 0,15                | 0                   | 0                   | en stagnation       | 172 109               | 3,19                  | 0,50                  | 0                     | 0       | 0            | en stagnation |  |
|                        | Parti républicain (KP)                            | 104 253             | 1,93                | 0                   | 9 774               | 0,23                | 0                   | 0                   | en stagnation       | 137 561               | 2,55                  | Nv.                   | 0                     | 0       | 0            | en stagnation |  |
|                        | Alliance agricole (ASZ)                           | 132 173             | 2,45                | 0                   | 14 544              | 0,34                | 1                   | 1                   | en stagnation       | 113 384               | 2,10                  | 1,04                  | 0                     | 0       | 1            | en stagnation |  |
|                        | Parti hongrois de la justice et de la vie (MIÉP)  | 67 162              | 1,24                | 0                   |                     |                     |                     | 0                   | en stagnation       | 85 737                | 1,59                  | Nv.                   | 0                     | 0       | 0            | en stagnation |  |
|                        | Parti social-démocrate de Hongrie (MSZDP)         | 32 912              | 0,61                | 0                   |                     |                     |                     | 0                   | en stagnation       | 51 110                | 0,95                  | 2,60                  | 0                     | 0       | 0            | en stagnation |  |
|                        | Parti des entrepreneurs (VP)                      | 49 391              | 0,91                | 0                   | 7 666               | 0,02                | 1                   | 1                   | 1                   | 33 367                | 0,62                  | 1,27                  | 0                     | 0       | 1            | 1             |  |
|                        | Alliance démocratique nationale (NDSZ)            | 32 258              | 0,60                | 0                   |                     |                     |                     | 0                   | en stagnation       | 28 075                | 0,52                  | Nv.                   | 0                     | 0       | 0            | en stagnation |  |
|                        | Autres partis                                     | 99 471              | 1,84                | 0                   | 15 107              | 0,35                | 0                   | 0                   | –                   | 62 549                | 1,16                  | –                     | 0                     | 0       | 0            | –             |  |
|                        | Indépendants                                      | 112 190             | 2,08                | 0                   | 20 134              | 0,47                | 0                   | 0                   | 6                   |                       |                       |                       |                       |         | 0            | 6             |  |
|                        |                                                   |                     |                     |                     |                     |                     |                     |                     |                     |                       |                       |                       |                       |         |              |               |  |
| Suffrages exprimés     | Suffrages exprimés                                | 5 400 926           | 98,57               |                     | 4 286 598           | 98,84               |                     |                     |                     | 5 400 194             | 98,54                 |                       |                       |         |              |               |  |
| Votes invalides        | Votes invalides                                   | 78 531              | 1,43                | 50 288              | 1,16                | 80 191              | 1,46                |                     |                     |                       |                       |                       |                       |         |              |               |  |
| Total                  | Total                                             | 5 479 457           | 100                 | 2                   | 4 336 886           | 100                 | 174                 | 176                 | en stagnation       | 5 480 385             | 100                   | –                     | 125                   | 85      | 386          | en stagnation |  |
| Abstention             | Abstention                                        | 2 479 771           | 31,16               |                     | 3 622 342           | 45,51               |                     |                     |                     | 2 478 843             | 31,14                 |                       |                       |         |              |               |  |
| Inscrits/Participation | Inscrits/Participation                            | 7 959 228           | 68,84               | 7 959 228           | 54,49               | 7 959 228           | 68,86               |                     |                     |                       |                       |                       |                       |         |              |               |  |

## Conséquences
Les socialistes remportent largement l'élection, décrochant une majorité absolue. Son leader, l'ancien ministre communiste Gyula Horn, forme une coalition avec l'Alliance des démocrates libres (SZDSZ), donnant une majorité des 2/3 dans l'Assemblée au nouveau gouvernement. Malgré le retour d'un ancien parti communiste au pouvoir, ce gouvernement poursuit la politique de libéralisation de ses prédécesseurs.